# Oulad Youssef
Oulad Youssef (en àrab أولاد يوسف, Ūlād Yūsuf; en amazic ⴰⵢⵜ ⵢⵓⵙⴼ) és una comuna rural de la província de Béni Mellal, a la regió de Béni Mellal-Khénifra, al Marroc. Segons el cens de 2014 tenia una població total de 14.596 persones.